# پت پیج
پت پیج (انگلیسی: Pat Page؛ ‏ ۱۷ مارس ۱۹۲۹ – ۱۱ فوریهٔ ۲۰۱۰) شعبده‌باز اهل بریتانیا بود.
از فیلم‌ها یا مجموعه‌های تلویزیونی که وی در آن‌ها نقش داشته‌است، می‌توان به پوآرو اشاره نمود.